# محوطه بیرجد ۳
محوطه بیرجد ۳ در شهرستان ایرانشهر، بخش مرکزی، دهستان نایگون، ۱۷ کیلومتری جنوب شرق اله آباد نایگون واقع شده و این اثر در تاریخ ۲۶ اسفند ۱۳۸۷ با شمارهٔ ثبت ۲۵۹۲۹ به‌عنوان یکی از آثار ملی ایران به ثبت رسیده است.